# بن شرمن
بن شرمن (انگلیسی: Ben Sherman) شرکت پوشاک بریتانیایی است، که در سال ۱۹۶۳ توسط بن شرمن تأسیس شد.